# Lu Andrade
Luciana Andrade, detta Lu (Varginha, 18 settembre 1978), è una cantante e musicista brasiliana.

## Discografia

### Album
- 2010: Luciana Andrade
- 2010: Ao vivo no estudio showlivre